# Kryterium Nyquista
Kryterium Nyquista pozwala na określenie stabilności układu zamkniętego na podstawie badania charakterystyki amplitudowo-fazowej układu otwartego.
Rozważany jest zamknięty układ regulacji:

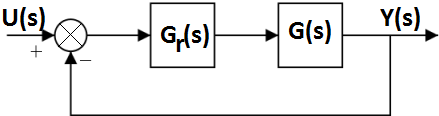
Zamknięty układ regulacji

1. Zakłada się, że sprzężenie zwrotne w układzie zostaje rozłączone.
2. Wyznacza się transmitancję operatorową otrzymanego układu otwartego: {\displaystyle G_{0}(s)=G_{r}(s)*G(s)=L_{0}(s)/M_{0}(s).}
3. Zakłada się, że układ ma {\displaystyle k} biegunów (miejsc zerowych mianownika transmitancji) w prawej półpłaszczyźnie zespolonej i {\displaystyle n-k} biegunów w lewej (nie ma biegunów na osi urojonej).
4. Transmitancję widmową układu otwartego oznacza się przez {\displaystyle G_{0}(j\omega ).}

Jeżeli spełnione są powyższe założenia, to układ zamknięty jest stabilny wtedy i tylko wtedy, gdy przyrost argumentu wyrażenia {\displaystyle 1+G_{0}(j\omega )} przy zmianie {\displaystyle \omega } w zakresie od {\displaystyle 0} do {\displaystyle \infty } jest równy {\displaystyle k\pi ,} co zapisuje się następująco:
{\displaystyle \Delta arg[1+G_{0}(j\omega )]=k\pi .}

## Interpretacja geometryczna

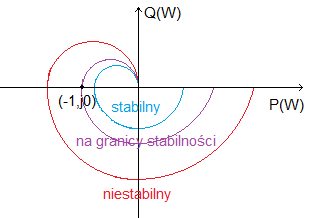
Charakterystyki Nyquista układów o różnej stabilności

- Jeżeli układ otwarty jest stabilny:

Układ zamknięty będzie stabilny wtedy i tylko wtedy, gdy charakterystyka amplitudowo-fazowa układu otwartego nie obejmuje punktu {\displaystyle (-1,j0)} na płaszczyźnie zespolonej. Gdy charakterystyka ta przechodzi przez punkt {\displaystyle (-1,j0)} to układ jest na granicy stabilności.
- Jeżeli układ otwarty jest niestabilny i ma {\displaystyle k} pierwiastków w prawej półpłaszczyźnie zespolonej:

Układ zamknięty będzie stabilny wtedy i tylko wtedy, gdy charakterystyka amplitudowo-fazowa układu otwartego obejmuje {\displaystyle k/2} razy punkt {\displaystyle (-1,j0)} na płaszczyźnie zespolonej. Inaczej: promień wodzący wychodzący od punktu {\displaystyle (-1,j0)} i skierowany w stronę charakterystyki zakreśla kąt {\displaystyle k/2\pi } przy {\displaystyle \omega } zmieniającej się od {\displaystyle 0} do {\displaystyle \infty .} Kierunkiem dodatnim jest kierunek przeciwny do ruchu wskazówek zegara.